# (3169) Ostro
(3169) Ostro es un asteroide perteneciente al cinturón interior de asteroides descubierto por Edward L. G. Bowell el 4 de junio de 1981 desde la Estación Anderson Mesa, en Flagstaff, Estados Unidos.

## Designación y nombre
Ostro se designó inicialmente como 1981 LA.
Posteriormente, en 1987, fue nombrado en honor del astrónomo estadounidense Steven J. Ostro (1946-2008).

## Características orbitales
Ostro está situado a una distancia media de 1,892 ua del Sol, pudiendo alejarse hasta 2,018 ua y acercarse hasta 1,765 ua. Tiene una inclinación orbital de 24,91 grados y una excentricidad de 0,06681. Emplea en completar una órbita alrededor del Sol 950,4 días.
Ostro forma parte del grupo asteroidal de Hungaria.

## Características físicas
La magnitud absoluta de Ostro es 12,73 y el periodo de rotación de 6,503 horas. Está asignado al tipo espectral TS de la clasificación Tholen y al Xe de la SMASSII.